# Cuerna arida
Cuerna arida är en insektsart som beskrevs av Oman et Beamer 1944. Cuerna arida ingår i släktet Cuerna och familjen dvärgstritar. Inga underarter finns listade i Catalogue of Life.